# 1479 Inkeri
1479 Inkeri eller 1938 DE är en asteroid upptäckt 16 februari 1938 av den finske astronomen Yrjö Väisälä vid Storheikkilä observatorium. Asteroiden har fått sitt namn efter ett vanligt finskt förnamn, vilket bars av ett barnbarn och ett syskonbarn till upptäckaren. Det är också det finska namnet på Ingermanland.